# Evaniscus sulcigenis
Evaniscus sulcigenis är en stekelart som beskrevs av Per Abraham Roman 1917. Evaniscus sulcigenis ingår i släktet Evaniscus och familjen hungersteklar. Inga underarter finns listade i Catalogue of Life.